# Merodontina
Merodontina is een vliegengeslacht uit de familie van de roofvliegen (Asilidae).

## Soorten
- M. abligueodentia Shi, 1992
- M. bellicosa Scarbrough & Constantino, 2005
- M. indiana Joseph & Parui, 1984
- M. insula Scarbrough & Hill, 2000
- M. jianfenglingensis Hua, 1987
- M. nigripes Shi, 1991
- M. obliquata Shi, 1991
- M. rectidensa Shi, 1991
- M. robusta Rao & Parui, 1969
- M. rufirostra Shi, 1991
- M. sikkimensis Enderlein, 1914
- M. silvatica Haupt & Azuma, 1998
- M. spinulosa Joseph & Parui, 1997
- M. thaiensis Scarbrough & Hill, 2000